# Rangrim
Rangrim là một kun, hay huyện, ở rìa đông tỉnh Changan, Bắc Triều Tiên. Đơn vị này được lập năm 1952 từ các khu vực của Changgang và Changjin, trong cuộc tổng tổ chức lại chính quyền địa phương. Trước đây thuộc Nam Hamgyong, đơn vị này đã được chuyển sang tỉnh Chagang năm 1954. Huyện này giáp Hwapyong và các huyện Kimjongsuk và Kimhyongjik về phía bắc, huyện Pujon về phía đông và Changjin về phía nam, giáp các huyện Changgang, Songgan, và Yongrim về phía tây.
Địa hình ở đây núi non, với dãy núi Rangrim và dãy núi Yonhwa chạy qua huyện. Đỉnh cao nhất là Yonhwasan, 2355 mét trên mực nước biển. Khu vực thấp của huyện có độ cao khoảng 1000 mét trên mực nước biển. Huyện có đường bộ và tuyến đường sắt Kanggye.